# Buchstabenwahl

Tastaturbelegung nach dem Standard

Als Buchstabenwahl, auch Wortwahlrufnummer oder Vanity-Rufnummer (von englisch vanity „Eitelkeit“), wird eine Methode bezeichnet, Rufnummern durch Buchstabenfolgen darzustellen.

## Verwendung
Auf vielen Telefontastaturen werden den Zifferntasten zusätzlich Buchstaben des lateinischen Alphabets zugeordnet. Werden diese Buchstaben anstelle der Ziffern zur Darstellung von Rufnummern genutzt, können Rufnummern als einprägsame Begriffe dargestellt werden. Umlaute werden dabei aus zwei Zeichen gebildet: mit dem Ausgangsvokal und dem Buchstaben E.
Für das Anwählen einer Wortwahlrufnummer wird die dem Buchstaben zugeordnete Taste jeweils einmal gedrückt, die getippte Zahlenfolge für eine Rufnummer der WIKIPEDIA ist also 945473342. Nicht jedes Wort eignet sich für diesen Zweck. Die Länge der Rufnummer kann auf eine bestimmte Anzahl von Zeichen festgelegt sein.
Wortwahlrufnummern werden in den USA für Servicerufnummern seit mehreren Jahrzehnten auf breiter Basis eingesetzt.

## Geschichte

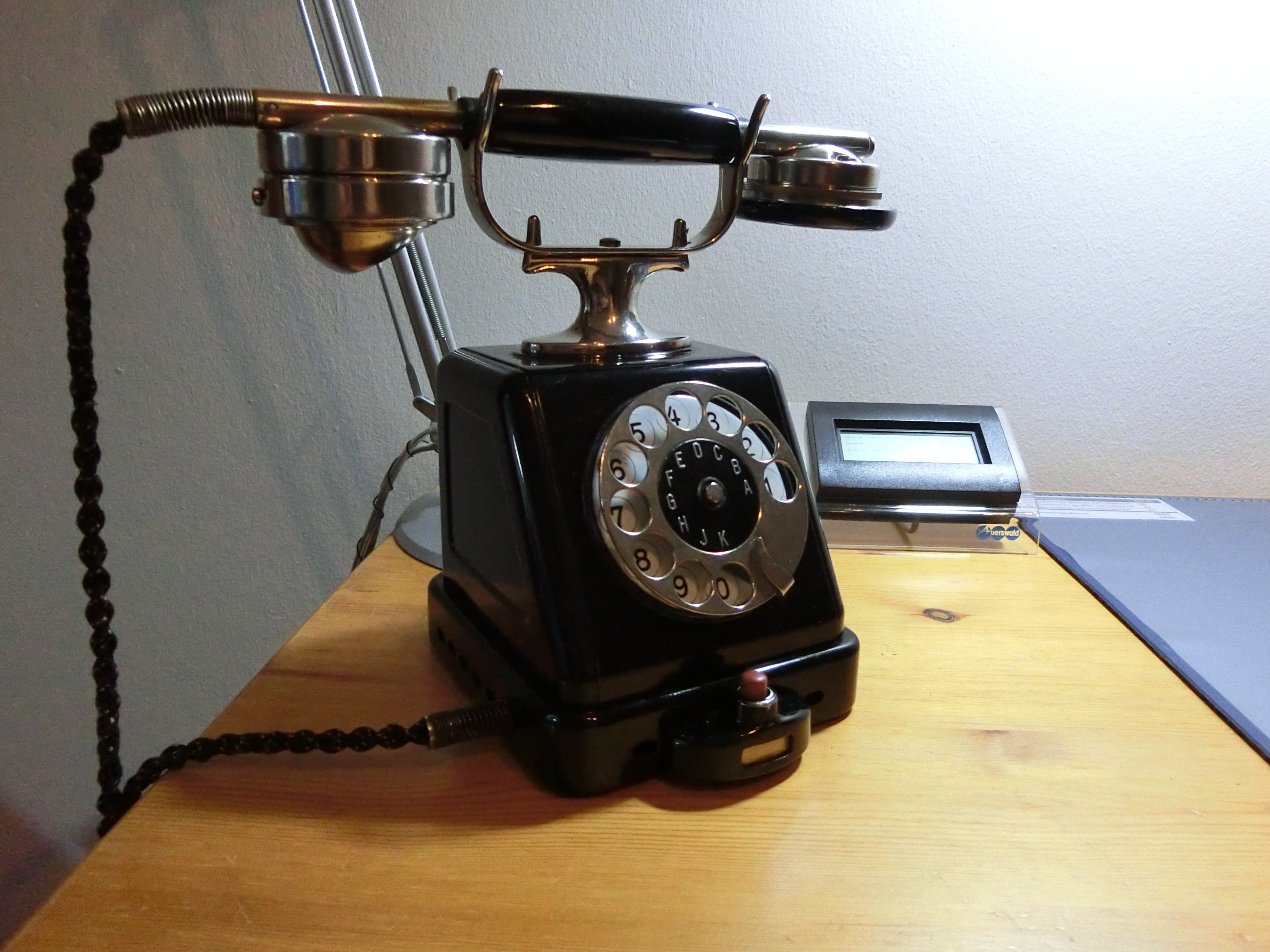
Fernsprecher von 1924 mit Buchstabenzuordnung auf der Wählscheibe: 1=A bis 0=K

Ihren Ursprung haben die Buchstaben in den Namen der Vermittlungsstellen. Bei der Umstellung von Vermittlung auf Selbstwahl wurden die Abkürzungen der Vermittlungsstellen durch deren Nummern repräsentiert. Die Rufnummer PEnnsylvania 6-5000 des New Yorker Telefonamtes Pennsylvania wurde so zu der Rufnummer PE6 5000 oder 736 5000.
Auch in Deutschland wurde bei der Umstellung auf Selbstwahl die Zuordnung erleichtert. Die Nummern auf den Wählscheiben der in größeren Städten durch die Post aufgestellter Apparate ordneten den Ziffern von 1 bis 0 je einen Buchstaben von A bis K zu, wobei die Buchstaben I und J als ein Buchstabe behandelt wurden. In Berlin war dem Fernsprechamt „Lützow“ in Schöneberg ausweislich des Berliner Adressbuches von 1930 die Chiffre B2 zugeordnet. Wollte man die im Adressbuch eingetragene Firma „Aaba-Express“, eine Buchdruckerei in der Großgörschenstraße mit der Rufnummer Lützow 3940, anrufen, so wählte man zunächst die 22 für B2 und dann die 3940.

## Vanity-Nummer in Deutschland
In Deutschland kann eine selbst ausgewählte Nummer, also z. B. eine Vanity-Nummer, für Mehrwertdienste-Rufnummern – Service-Dienste (0180), Persönliche Rufnummern (0700), Entgeltfreie Telefondienste (0800) und Premium-Dienste (0900) – bei der Bundesnetzagentur (BNetzA) beantragt werden. Diese „[…] vergibt grundsätzlich nur Ziffernkombinationen als Rufnummern und keine Namen. Der Antrag wird auch nicht überprüft, ob bzw. welchen Namen eine bestimmte Ziffernfolge ergeben könnte. Da die Bundesnetzagentur keine Namen[,] sondern Rufnummern vergibt, müssen Sie [sc. der Antragsteller] auf Ihrem Antrag den gewünschten Namen/Begriff [selbst] in die entsprechende Ziffernkombination umsetzen.“
Die ersten sechs, sieben oder acht Buchstaben eines (gewünschten) Namens/Begriffs ergeben durch alphanumerische Umsetzung eine Vanity-Nummer, deren Länge (Zahl der Ziffern nach der Dienstekennzahl) sich nach der Rufnummernart richtet. Für die Nummernräume der Mehrwertdienste gelten folgende Regeln, aus wie vielen Ziffern eine Vanity-Nummer gebildet werden kann:
- Nummernraum 0180: Eine Vanity-Nummer kann aus sechs (ohne Tarifkennung) oder aus sieben (mit Tarifkennung) Ziffern gebildet werden (0180-x-nnnnnn bzw. 0180-nnnnnnn).[3]
- Nummernraum 0700: Eine Vanity-Nummer kann aus acht Ziffern gebildet werden (0700-nnnnnnnn).[4]
- Nummernraum 0800: Eine Vanity-Nummer kann aus sieben Ziffern gebildet werden (0800-nnnnnnn).[5]
- Nummernraum 0900: Eine Vanity-Nummer kann aus sechs Ziffern gebildet werden (0900-nnnnnn).[6]